# Bob Webster
Bob Webster (n. 25 octombrie 1938, Berkeley, California, SUA) este un săritor în apă ce a reprezentat Statele Unite ale Americii, medaliat olimpic. A participat la 2 ediții ale Jocurilor Olimpice (1960, 1964) în care a câștigat două medalii de aur.